# Star Wars: X-Wing (videogioco)
Star Wars: X-Wing è un simulatore di volo spaziale ambientato nell'universo di Guerre stellari,  realizzato da Totally Games e pubblicato da LucasArts nel 1993 per MS-DOS e Mac OS. È dotato del sistema audio iMUSE e di un motore grafico tridimensionale con visuale in prima persona.

## Modalità di gioco
X-Wing è suddiviso in tre campagne, le prime dotate di 12 missioni e la terza di 14. La trama viene raccontata tramite alcune scene di intermezzo ispirate a quelle dei film.

## Edizioni
La prima versione di X-Wing è stata distribuita su cinque floppy disk. Nel 1994 è uscita una versione su CD-ROM denominata Collector's CD-ROM Edition, dotata di varie migliorie cosmetiche e del motore grafico del seguito, oltre che a entrambe le espansioni, Imperial Pursuit e B-Wing. Nel 1998 è stata realizzata un'ulteriore versione, questa volta dotata del motore grafico di Star Wars: X-Wing vs. TIE Fighter.